# Goin’ to Memphis
Goin' to Memphis — восьмой студийный альбом американской поп-рок-группы Paul Revere & the Raiders, выпущенный в 1968 году. Продюсерами альбома выступили Терри Мелчер и Чипс Моман. Пластинка смогла занять 61 место в американских чартах.

## Об альбоме
| Оценки критиков | Оценки критиков |
| Источник        | Оценка          |
| --------------- | --------------- |
| Allmusic        | [ 1 ]           |

По сути, Goin' to Memphis является сольным альбомом Марка Линдсея.
Он полностью написал шесть из двенадцати песен к данному альбому, в то время как Paul Revere & the Raiders вместе сыграли только на одном треке — «Peace of Mind». Goin' to Memphis стал последним альбомом, который был спродюсирован Терри Мелчером; вскоре после выхода альбома продюсер прекратил сотрудничество с группой. Выпущенный в 1968 году, данный релиз стал также последним альбомом, который был выпущен в моно и в стерео версиях; после этого все звукозаписывающие компании прекратили выпуски моно-версий платинок. Альбом сумел занять 61-е место в чарте Billboard 200.
В рецензии 1968 года Billboard писал, что мемфис-саунд идеально подошёл группе, в стиле которой «всегда были элементы соула».
Рецезент из Allmusic Брюс Эдер назвал этот альбом «сильным отступлением, без следа гаражного панка и поп-психоделики ранних альбомов, однако довольно успешным». Он назвал вокал Линдсея «удивительно сильным и грязным» и предположил, что Goin' to Memphis мог повлиять на решение Линдсея начать сольную карьеру.
В 2000 году альбом был переиздан лейблом Sundazed Records с тремя бонус-треками.

## Список композиций
1. «Boogaloo Down Broadway» — 2:37
2. «Every Man Needs A Woman» — 3:11
3. «My Way» — 2:30
4. «One Night Stand» — 2:31
5. «Soul Man[англ.]» — 2:30
6. «Love You So» — 3:28
7. «I Don’t Want Nobody (To Lead Me On)» — 2:24
8. «I’m a Loser Too» — 2:29
9. «No Sad Songs» — 2:03
10. «Cry On My Shoulder» — 2:19
11. «Peace of Mind» — 2:15
12. «Goin' to Memphis» — 2:44

## Переиздание 2000 года
1. «Boogaloo Down Broadway» — 2:37
2. «Every Man Needs A Woman» — 3:11
3. «My Way» — 2:30
4. «One Night Stand» — 2:31
5. «Soul Man[англ.]» — 2:30
6. «Love You So» — 3:28
7. «I Don’t Want Nobody (To Lead Me On)» — 2:24
8. «I’m a Loser Too» — 2:29
9. «No Sad Songs» — 2:03
10. «Cry On My Shoulder» — 2:19
11. «Peace of Mind» — 2:15
12. «Goin' to Memphis» — 2:44
13. «Go Get It» (Бонус-трек. Прежде не издавался)
14. «How Can I Help You» (Бонус-трек. Прежде не издавался)
15. «Peace Of Mind» (Бонкс-трек. Сингловая версия)

## Позиция в чартах
| Чарт (1968)        | Позиция |
| ------------------ | ------- |
| U.S. Billboard 200 | 61      |